# Putování s pravěkými zvířaty
Putování s pravěkými zvířaty (v anglickém originále Walking with Beasts) je šestidílný pseudo-dokumentární cyklus z roku 2001 natočený v produkci BBC. Zobrazuje život v kenozoiku (období po vymření dinosaurů, 65,5 milionů let až současnost). Využívá přitom věrné modely a především počítačové efekty, ztvárňující realisticky pravěká zvířata, žijící během třetihor a starších čtvrtohor po celém světě.

## Seznam dílů
Nové svítání
Německo před 49 miliony let.
Zvířata: Leptictidium, Gastornis, Ambulocetus, Titanomyrma (dříve Formicium), Godinotia a Propalaeotherium.
Dravá velryba
Afrika před 36 miliony let.
Zvířata: Basilosaurus, Dorudon, Embolotherium (Brontotherium), Andrewsarchus, Apidium, Moeritherium.
Země obrů
Mongolsko před 25 miliony let.
Zvířata: Indricotherium (nyní Paraceratherium), Entelodon, Hyaenodon, Cynodictis (Amphycyon), Chalicotherium.
Nejbližší příbuzní
Afrika před 3,2 milionu let.
Zvířata: Australopithecus, Dinofelis, Deinotherium, Ancylotherium.
Šavlozubý tygr
Jižní Amerika před 1 milionem let.
Zvířata: Smilodon, Macrauchenia, Megatherium, Phorusrhacos, Doedicurus.
Cesta mamutů
Severní moře před 30 000 lety.
Zvířata: Mamut srstnatý (Mammuthus primigenius), nosorožec srstnatý (Coelodonta antiquitatis), člověk neandrtálský (Homo neanderthaliensis), člověk kromaňonský (Homo sapiens fossilis), lev jeskynní (Pantera spelaea) a veledaněk Megaloceros giganteus.